# Хиросе (река)
Хиросе (яп. 広瀬川 хиросэ-гава) — река в Японии, в префектуре Мияги, крупнейший приток реки Натори. Символ города Сендай.
Длина реки составляет 45 км, площадь водосбора — 316 км² (360 км²).
Река берёт своё начало на территории района Аоба города Сендай около перевала Секияма (высотой 594 м), расположенного на границе префектуры Ямагата. Вверх по течению реки — известное место для любования осенними листьями в районе горячего источника Сакунами, а также живописная долина с пейзажами скал, поросших деревьями. Хиросе впадает в реку Натори на высоте около 0 м над уровнем моря. По данным агентства по защите окружающей среды, вода в реке идеально чистая и отнесена к числу 100 великих вод Японии.
На обоих берегах реки богатая природа, и жители активно используют реку и ландшафт её берегов для отдыха, например, для рыбалки и катания на байдарках летом, а осенью для приготовления имони на кострах и традиционной коллективной трапезы на открытом воздухе. Река является излюбленным местом гуляний и проведения фестивалей и фейерверков для местных жителей. Берега Хиросэ — место проведения таких мероприятий Сендая, как Фестиваль фейерверков, Танабата и др.
Важные события в истории реки Хиросэ
- 1601 Возведение первого моста Огаси через реку Хиросэ[8]
- 1603 Возведение моста Сегаси.
- 1610 Указание по высадке кедровых деревьев на берегах реки.
- 1619 Указание по высадке деревьев и запрет на вырубку бамбука.
- 1920 Расширение русла реки в различных местах по приказу первого даймё Сэндайского княжества Датэ Масамунэ.
- 1652—1655 Создание первой очереди городской системы водопровода по приказу второго даймё Сэндайского княжества Датэ Тадамунэ.
- 1688—1703 Создание городской системы водопровода через все важные точки по всей территории города Сэндая.
- 1868—1912 Во время хаоса периода Мэйдзи управление системой водоснабжения Сэндая стало плохоуправляемым, вследствие чего периодически появлялись нарушения в сети, приводящие к утечкам и потерям воды.
- 1899—1912 Реализация первого канализационного проекта (из центра города Сэндай в реку Хиросэ через дренажную систему)[9].
- 1909 Замена старого моста через Хиросэгаву — первый железобетонный мост в Японии.
- 1915 Постройка деревянного подвесного моста Рея.
- 1954 Постройка моста Кумаганэ.
- 1957 Реализация нового плана строительства общественной канализации с очистными сооружениями.
- 1958 Начало строительства плотины Окура.
- 1959 Завершение строительства нового (нынешнего) моста через Хиросэ.
- 1964—1970 Строительство плотины Камафуса для водоснабжения Сэндая.
- 1965 Начало исследований качества речной воды.
- 1966 Закрытие спуска сточных вод в реку Хиросэ.
- 1968 Выпуск в реку Хиросэ бюргерий.
- 1969—1975 Облицовка и благоустройство набережных реки.
- 1972 Отмена парома Фуджицука—Канаками в связи с завершением строительства Юрийского моста.
- 1980 Установление природоохранной зоны реки Хиросэ.
- 1981—1982 Создание Музея природы Хиросэгавы.
- 1984—1997 Обустройство набережной в районе Айко Очиай.
- 1986 Открытие парка озера Окура Дам.
- 1987 Разработан базовый план природопользования для реки Натори, в которую впадает река Хиросэ.
- 1988 Разработан генеральный план городской набережной Сэндая.
- 1990 Создание Сэндайского фонда охраны окружающей среды.
- 1993 Разработка базового плана лесного ландшафта города Сэндай. Расширение зоны сохранения качества воды, закреплённое в «Правилах по защите чистого потока реки Хиросэ». Запуск центра очистки Хиросэ.
- 1996 Принятие Указа об охране экологии города Сэндай.
- 2001 Принятие проекта «Вечный поток», включающего план активизации водного потока реки Хиросэ" и расширение области охраны окружающей среды в районе Мияги в соответствии с «Указом об охране чистого потока реки Хиросэ»

Виды реки Хиросэ
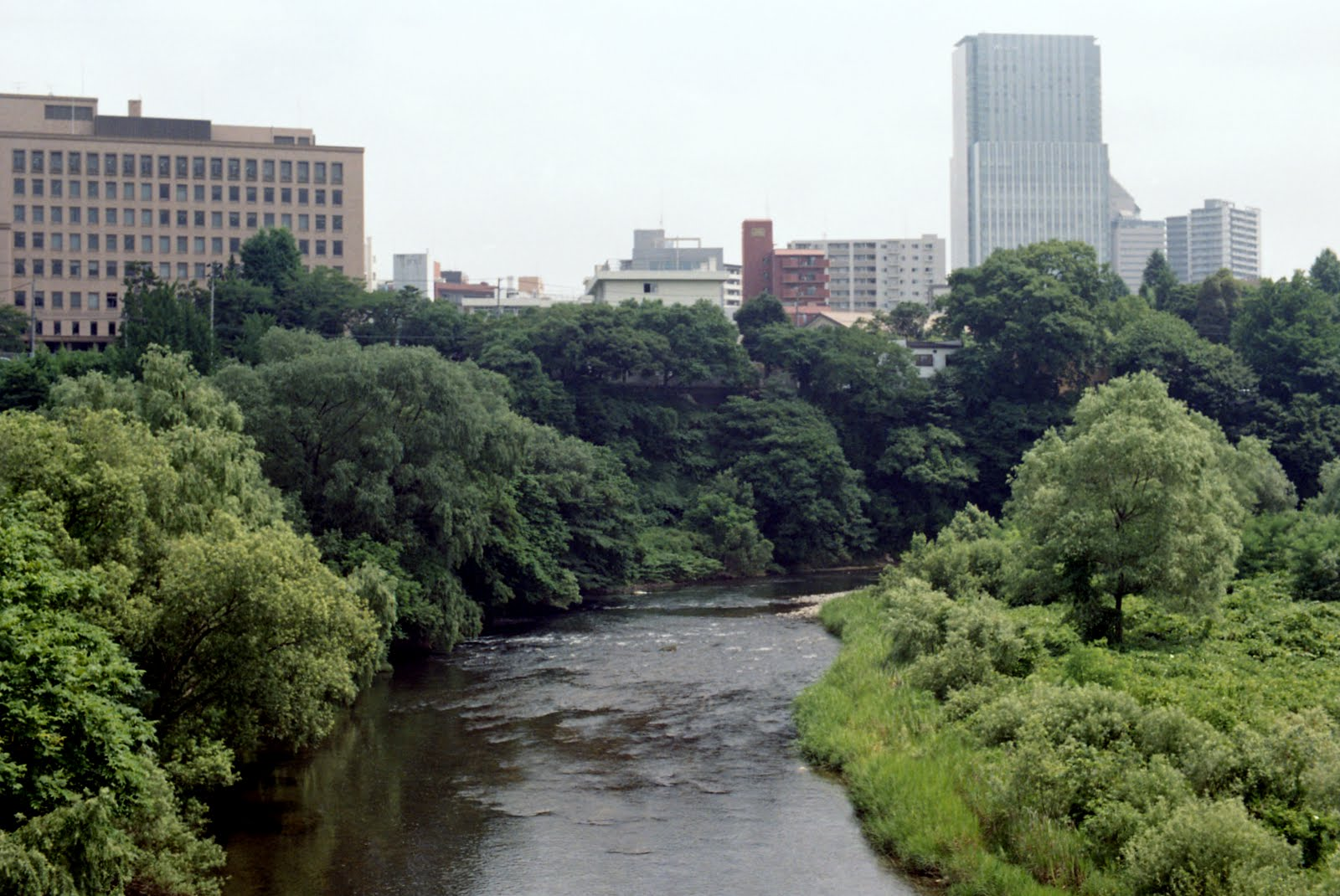
В черте города Сэндай
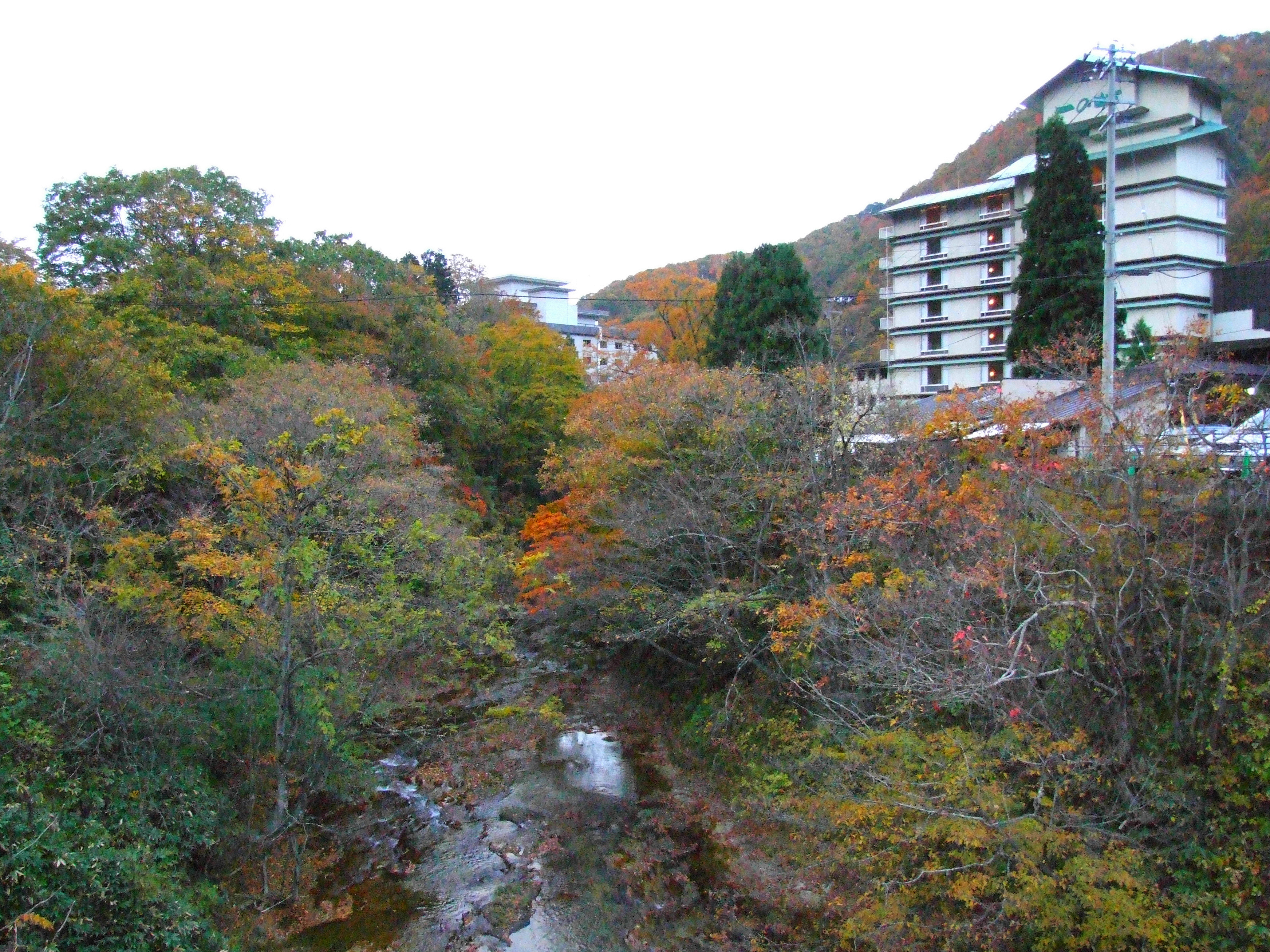
В районе источников Сакунами
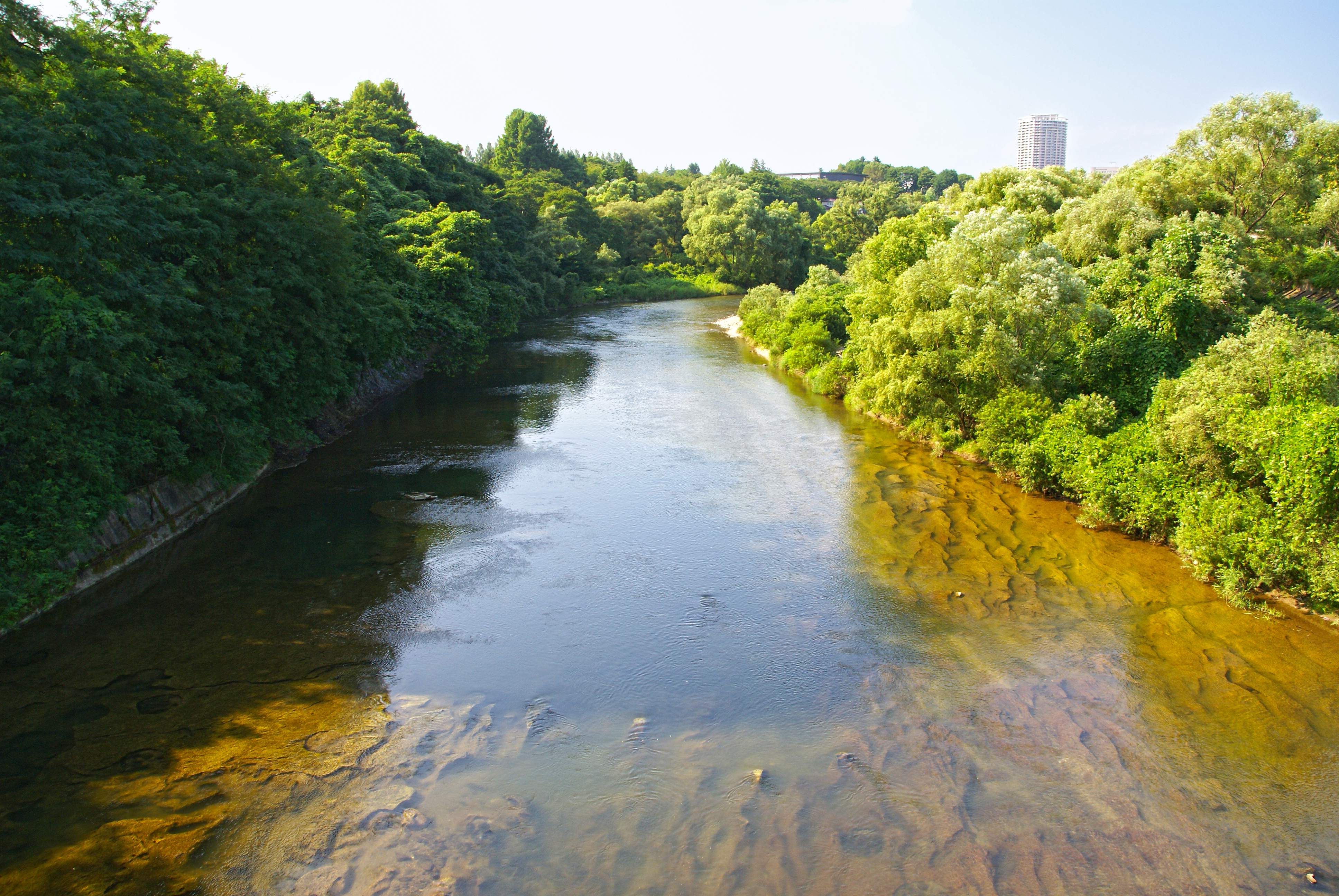
За городом
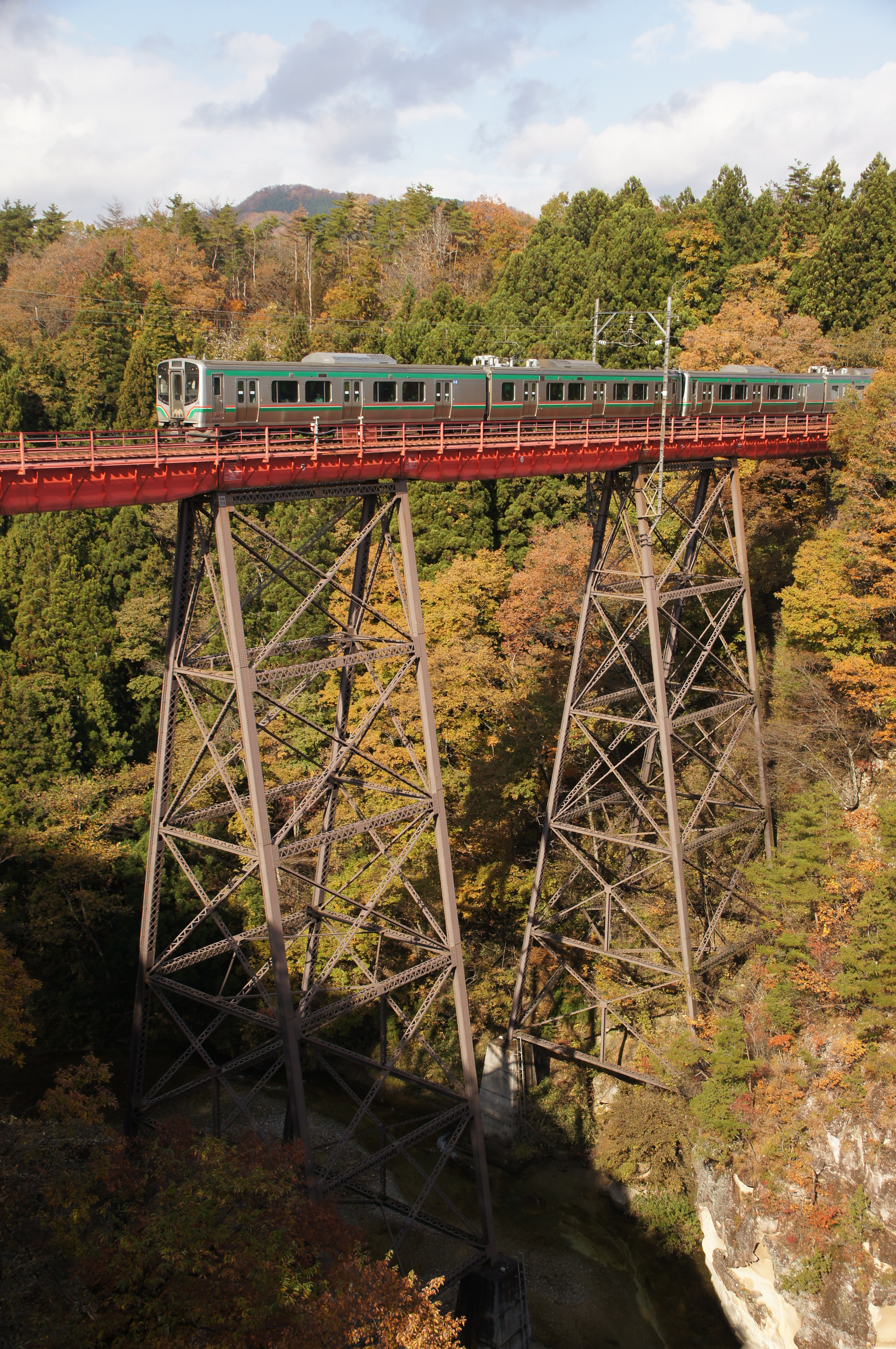
Мост Кумаганэ
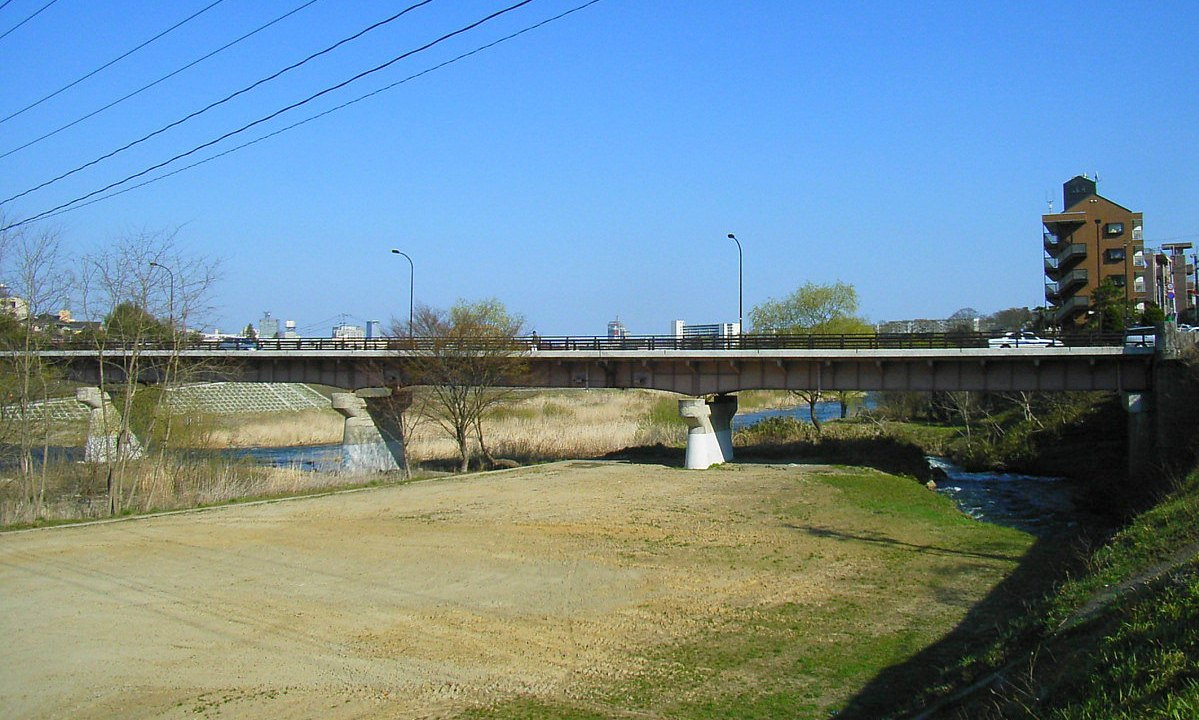
Мост Ушиго